# Коломойський Ігор Валерійович
Ігор Вале́рійович Коломо́йський, також відомий під прізвиськом «Беня» (13 лютого 1963 , Дніпро ) — український олігарх, політик і колишній управлінець єврейського походження, співвласник групи «Приват», відомий корупціонер. У 2020 року, за оцінкою OCCRP, входив до четвірки найбільших корупціонерів світу, через звинувачення у крадіжці 5 млрд $ Приватбанку через низку офшорів. Колишній член наглядових рад «Приватбанку», нафтопереробного комбінату «Нафтохімік Прикарпаття», а також нафтовидобувної компанії «Укрнафта». 2 березня 2014 — 24 березня 2015 — голова Дніпропетровської ОДА.
Має ізраїльське і кіпрське громадянства. Фігурант бази «Миротворець».
З 5 березня 2021 року перебуває під санкціями США у зв'язку з причетністю до значної корупції.

## Життєпис
Народився 13 лютого 1963 у місті Дніпро. За освітою інженер, закінчив Дніпропетровський металургійний інститут.
За його словами, першим самостійним заробітком стало здавання порожньої склотари (разом із приятелями), що він зробив потай від батьків, які б цього не зрозуміли. Отримані кілька радянських карбованців Ігор витратив на морозиво.
Бізнесом займається з 1985 року, був членом наглядових рад «Приватбанку», нафтопереробного комбінату «Нафтохімік Прикарпаття», а також нафтовидобувної компанії «Укрнафта». Заявив, що йому належить 30 % акцій «Приватбанку». Сумарна вартість підприємств групи, великими пайовиками якої також є Боголюбов і Мартинов, оцінюють у $3,3 млрд.
У рейтингу журналу «НВ» «топ-100 найбагатших українців», опублікованому в жовтні 2019 року, статки Коломойського оцінили в $1,480 млрд — це 4 місце рейтингу.
Володіє медіа-холдингом «Главред-медіа», до якого входять щоденники «Газета по-київськи», «Новая», «Известия в Украине», суспільно-політичні тижневики «Главред» та «Профіль», також — інформагентство УНІАН і телеканал «ПлюсПлюс».
У квітні 2010 року сплив термін дії угоди з придбання 100 % медіа-групи «1+1», до складу якої входять телеканали «1+1» та «2+2». Крім того, володіє часткою в холдингу Central European Media (CME) і є членом ради директорів СМЕ (засновник і головний акціонер Рональд Лаудер).
2008 року обраний президентом Об'єднаної єврейської громади України, 2010 року — президентом Європейської єврейської ради. Президент ФК Дніпро.
2019 — внесений до бази сайту «Миротворець», причини: подвійне (потрійне) громадянство, дестабілізація суспільно-політичного життя в Україні, маніпуляція суспільно-значущою інформацією, поширення недостовірної інформації на підконтрольному телеканалі.

14 вересня 2024 року видання Phileleftheros повідомило, що згідно рішення Кабінету міністрів Кіпру від 4 вересня, Ігоря Коломойського позбавлено громадянства Кіпру
«Влада республіки раніше підтвердила, що він отримав його шляхом шахрайства, неправдивих заяв і приховування істотних фактів. У рішенні від 09.04.2024 зазначено, що як до, так і після натуралізації він був і є особою сумнівного характеру, тоді як його натуралізація створювала і створює величезний ризик поганої репутації для Республіки Кіпр»

### Сім'я
- Батько — Валерій Григорович, мати — Зоя Ізраїлівна (пом. 4 серпня 2020 року у віці 80 років)[23].
- Одружений, має двох дітей Анжеліку та Григорія. Жив переважно у Швейцарії, з 2018 року переховувався в Ізраїлі, побоюючись екстрадиції за фінансові махінації. 2019 року, після перемоги Зеленського на виборах президента, повернувся до України.

## Активи
За даними[джерело не вказане 3159 днів] інтернет-видання «proUA», Ігор Коломойський здійснює контроль над такими комерційними підприємствами:
- АБ «Приватінвест»;
- АТ «Таобанк»;
- ВАТ Завод «Червона гвардія»;
- ВАТ НПЗ «Нафтохімік Прикарпаття»;
- ВАТ НПК «Галичина»;
- ВАТ «ДніпроАзот»;
- ЗАТ «Авіас плюс»;
- ЗАТ «Ержан»;
- ЗАТ «Запорізький оліяжиркомбінат»;
- ЗАТ «Чорноморський паливний термінал»;
- ЗАТ «Львівський жирокомбінат»;
- ЗАТ «Орлан-Беверіджиз»;
- ЗАТ «Приват-інтертрейдинг»;
- ЗАТ «Приват-онлайн»;
- ЗАТ «СП» Комсомольська правда ";
- ЗАТ Страхова компанія «Інгосстрах»;
- ЗАТ «Телесистеми України»;
- ЗАТ ФК «Дніпро-96»;
- ЗАТ «Харківський жировий комбінат»;
- ВАТ «Авіакомпанія» Кіровоградські авіалінії ";
- ВАТ «Антарктика» (у тому числі Іллічівський морський рибний порт)
- ВАТ «Дніпровагонмаш»;
- ВАТ «Дніпронафтопродукт».
- ВАТ «Дніпропетровський металургійний завод ім. Комінтерну»;
- ВАТ «Дніпроспецбуд»;
- ВАТ «Ексімнафтопродукт»;
- ВАТ «Жидачівський целюлозно-паперовий комбінат»;
- ВАТ «Житомирнафтопродукт»;
- ВАТ «Запорізький завод феросплавів»;
- ВАТ «Запоріжжянафтопродукт»;
- ВАТ «Ізмаїльський целюлозно-картонний комбінат»;
- ВАТ «Київміськнафтопродукт»;
- ВАТ «Київгума»;
- ВАТ «Кіровограднафтопродукт»;
- ВАТ Коксохімічний завод «Дніпрококс» (15 квітня 2010 приєднаний до заводу ім. Петровського і перейменований у ПАТ «Євраз-ДМЗ ім. Петровського»);
- ВАТ «Кременчукнафтепродуктсервіс»;
- ВАТ «Криворізький залізорудний комбінат»;
- ВАТ «Марганецький гірничо-збагачувальний комбінат»;
- ВАТ «Нафта-південь»;
- ВАТ «Миколаївнафтопродукт»;
- ВАТ «Нікопольський завод феросплавів»;
- ВАТ «Одесанафтопродукт»;
- ВАТ «Одеський завод сільськогосподарського машинобудування»;
- ВАТ «Покровський гірничо-збагачувальний комбінат»;
- ВАТ ВКФ «Хмельницькнафтопродукт»;
- ВАТ «Приват-Холдинг»;
- ВАТ «Проєктно-пошуковий інститут» Південмедбіосинтез ";
- ВАТ «Севнефтепродукт-сервіс»;
- ВАТ «Стахановський завод феросплавів»;
- ВАТ «Суминафтопродукт»;
- ВАТ «УкрНДІінжпроєкт»;
- ВАТ «Укрхіменерго»;
- ВАТ «Чернігівнафтопродукт»
- ВАТ «Чернівцінафтопродукт»;
- ТОВ «Авангардбуд»;
- ТОВ «Авіас»;
- ТОВ «Агропромтехнологія»;
- ТОВ «АЕФ»;
- ТОВ «Алапаєвський металургійний завод»;
- ТОВ «Альфа-нафта»;
- ТОВ «Архон»;
- ТОВ "Безпека. Охорона. Гарантія ";
- ТОВ «Біотрейд»;
- ТОВ «Бюро кредитних історій України»;
- ТОВ «Вард»;
- ТОВ «ВЕЛТЕКС»;
- ТОВ «Віалінт»;
- ТОВ «Витязь»;
- ТОВ ГИК «Бізнес-Інвест» (станом на 2016 рік);[24]
- ТОВ ГИК «Славутич-Капітал»;
- ТОВ «Міський інформаційний розрахунковий центр»;
- ТОВ «Еквіла»;
- ТОВ «Індеко»;
- ТОВ «Інком-2001»;
- ТОВ «Кадрове агентство» Альтернатива ";
- ТОВ «Компанія» Енергоальянс ";
- ТОВ «Концерн» Основа ";
- ТОВ «Корсан»;
- ТОВ «Лінея-С»;
- ТОВ «Лорант»;
- ТОВ «Мелоніна»;
- ТОВ «Металотехніка»;
- ТОВ «ільні платежі України»;
- ТОВ НВП «Консист»;
- ТОВ «Одеснефтепродуктсервіс»;
- ТОВ «ПБ-консалтинг»;
- ТОВ «Перше українське бюро кредитних історій»;
- ТОВ «Поул-позишн»;
- ТОВ «Прадо»;
- ТОВ «Приват Комплект»;
- ТОВ «Приватсервіс»;
- ТОВ «Приват Сервіс Центр»,
- ТОВ «Приват-Сток-Сервіс»;
- ТОВ «Приват-Фарм», Дніпропетровськ;
- ТОВ «Приват-Таксі», Дніпропетровськ;
- ТОВ «Промінмет»;
- ТОВ «Ріваліон»;
- ТОВ «Ритм 120»;
- ТОВ «Сентоза»;
- ТОВ Солм ЛТД:
- ТОВ «Сонг»;
- ТОВ СП «Енеко»;
- ТОВ «СПЕЦТЕХМАШ»;
- ТОВ СП «Хімпром»;
- ТОВ СП CST-invest;
- ТОВ «Будівельно-промислова компанія „Приват-інвестор“»;
- ТОВ «Технологія»;
- ТОВ «Торговий дім „Приват“»;
- ТОВ ТРК «Приват-ТБ-Дніпро»;
- ТОВ «Українські лотереї»;
- ТОВ «Українське бюро кредитних історій»;
- ТОВ «Укрфондінвест»;
- ТОВ «Ферон»;
- ТОВ «ФК Гамбіт»;
- ТОВ «Центральне бюро кредитних історій України»;
- ТОВ «Ченел-люкс»;
- ТОВ «Юнікс»;
- ТОВ «Краков»;
- ТОВ «БроносЛ»;
- ТОВ «Контрол»;
- ТОВ «Арбонеском»;
- ТОВ «Сомалбуд»;
- ТОВ «Юридична фірма „А-Лекс“»;
- Afina Investments Ltd;
- Alan Investments S.A.;
- Albroath International Corp;
- Alexton Holdings Limited;
- Allstream Ventures Ltd;
- Almanzar Holdings Limited;
- Almas Limited;
- Atһina Investments Ltd;
- Atra Inc.;
- Aulbrey Alliance S.A.;
- Ballioti Enterprises LTD
- Barat Enterprises S.A.;
- Barrington Industries Ltd.;
- BigOptima Limited;
- Bishop Invest & Finance Inc;
- Blue Island Group limited;
- Brotstone Ltd;
- Burrard Financial Corp.;
- Clanton Consultings Limited;
- Claresholm Marketing Ltd;
- Clemente Enterprises Limited;
- Clenton Consulting Limited;
- Copland Industries S.A.
- Daytripper LCC;
- Directfield Ltd.;
- Duvall Limited;
- Edgar Alstorm Holdings S.A.;
- EVRAZ plc[25]
- Evraz Group SA (Люксембург)[26](Євраз)
- Express Times Limited;
- Exseed Investments Limited;
- Feral СА;
- Flink Investments S.A.;
- Garelio Trading Limited;
- Gehold S.A.;
- Geveld Holdings Inc.
- Glos Trading Ltd;
- Grinton Management Limited;
- Hayden trading Inc.;
- Highlanders Alloys LLC;
- Highlanders Alloys LLC;
- Hovand Corp;
- Inofos Management Limited;
- Jarwin trade & finance copr.;
- Koresta Investments Ltd;
- Kreontas Commercial Ltd;
- Kronstaf Management S.A.;
- Lanebrook Ltd (Кіпр);
- Malton Industries Corp;
- Margaroza Commercial Limited
- Matrimax Limited;
- Melchet Invest limited;
- Mildenhall Limited;
- Mint Data Holdings Limited;
- Mortondale Assets Limited;
- Naxten, Inc;
- Newell Industries Ltd;
- Newton Capital Enterprises Inc.;
- Occidetal Management Co Ltd.;
- Olbi Production Ltd;
- Palmary Enterprises Limited;
- Paritate Banka, AS;
- Pontadel Limited;
- Portial Trading Limited;
- Posner Trading Limited;
- Preskona Management Limited;
- PrivatBank, AS [Архівовано 6 квітня 2022 у Wayback Machine.] (Латвія);[27]
- PrivatBank Sucursal em Portugal, AS (Португалія);
- Privat Bank AG [Архівовано 10 березня 2017 у Wayback Machine.], (Австрія);
- ТаоПріватБанк [Архівовано 10 вересня 2013 у Wayback Machine.] (Грузія)[28]
- Profetis Enterprises Limited;
- Rafels Ltd.;
- Ravenscroft Holdings Limited;
- Rosstock U.K. Limited;
- Seiba Limited;
- Sepyltura Holdings Limited;
- Soltex Limited;
- Stalmag sp z.o.o. м.;
- Starmill Limited;
- S.T.C. Limited;
- St. John Trading;
- Sturlak Investments Limited;
- Tapesta Limited;
- Torbock Holdings Limited;
- Transeurope Trade & Inv. Corp. Ltd;
- Trekin Investments Limited;
- Ulricһ Limited;
- Varkedge Limited;
- Verblud Traders and Consultants Ltd.;
- Victorex Limited;
- Wadless Holdings Limited
- Walltron Limited;
- Wisewood Holdings Ltd;

2007 року «Приват» за $ 100 млн придбав 3 % акцій компанії Central European Media Enterprises Ltd, яка контролює телеканал «1+1». За словами Корбана, Коломойський володіє феросплавним холдингом, який контролює 20-30 % світового ринку феросплавів.
В кінці грудня 2007 року придбав 12,62 % акцій британської нафтогазовидобувної компанії JKX Oil & Gas, близько 80 % нафтогазових активів якої розташовані в Україні.
2009-го група «Приват» почала покупку активів в галузі авіаперевезень. У серпні 2009 року Фонд держмайна України продав 94,5 % акцій Дніпроавіа компанії «Галтера» (Дніпро), яку пов'язують із Коломойським і Боголюбовим.
2009 — дружні групі «Приват» фірми викупили частку 25 % в авіакомпанії міжнародного масштабу — «Аеросвіт» (згодом збанкрутіла). Власник МАУ.
Вересень 2010 — стає власником авіакомпанії Windrose («Роза вітрів»). На базі авіакомпаній «Дніпроавіа», «Аеросвіт», «Донбасаеро» і «Роза вітрів» створено Українську авіаційну групу (УАГ), яка дозволила її власникам контролювати 48,5 % ринку авіаперевезень в Україні.
2011 — вийшов на міжнародний ринок авіаперевезень, купивши 66,7 % акцій данської авіакомпанії Cimber Sterling.
2012 — авіакомпанії альянсу опинились у борговій кризі.
У грудні 2021 року Ігор вийшов зі складу наглядової ради телеканалу 1+1, після чого канал почав процедуру переоформлення ліцензії.
Згідно із розслідуванням «Схем», опублікованому 20 квітня 2023 року, сестра Коломойського Лариса Черток є кінцевим бенефіціарним власником апартаментів у Парижі неподалік Ейфелевої вежі та замку Буффавен, збудованому в XV столітті.

### Приватбанк
До грудня 2016 року Коломойський був власником Приватбанку, який було націоналізовано. 17 квітня 2019 року Окружний адміністративний суд Києва схвалив рішення про скасування націоналізації банку, яке було оскаржене НБУ.
19 квітня 2019 року, той же суд ухвалив ще одне рішення на користь Коломойського щодо націоналізації ПриватБанку. Зокрема, було скасовано ключове рішення НБУ щодо визначення переліку пов'язаних з ПриватБанком осіб.
Згідно аудиту борг пов'язаних із Коломойським осіб і компаній перед «ПриватБанком» на 7 червня 2019 р. становить 212 млрд. грн.
13 вересня 2019-го Коломойський заявив, що хоче отримати частину акцій банку, а також «покарати» тих, хто задумав і здійснював націоналізацію.

### Конфлікт навколо «Укрнафти»
19 березня 2015 року ВРУ позбавила Коломойського контролю над «Укрнафтою». Того ж дня, тобто до того, як закон вступив у дію, озброєні люди захопили в центрі Києва будівлю «Укрнафти». Сам Коломойський назвав це «рейдерським захопленням підприємства російськими диверсантами» і сказав, що за цим стоїть Кононенко з «Блоку Петра Порошенка».
Того ж дня близько півночі біля офісу «Укртранснафти» Коломойський, відповідаючи на запитання журналіста «Радіо Свобода» Андрушка, вульгарно і роздратовано висловлював журналісту свою зневагу, за що отримав критику медійників та догану від Президента України.
22 березня заявив, що озброєні люди, які знаходяться в будівлі компанії представляють приватну охоронну фірму, яка працює за дозволом «Укрнафти» і що планується рейдерське захоплення компанії групою депутата Єремеєва. Голова правління «Укрнафти» Віктор Захаров заявив, що встановлення паркану біля «Укрнафти» було погоджено з СБУ.
23 березня президент Порошенко наказав роззброїти усіх людей, які знаходилися в «Укрнафті»
25 березня голова СБУ Валентин Наливайченко заявив про роззброєння міліцією охорони «Укрнафти».
28 березня Порошенко заявив, що приватна охорона «Укрнафти» позбавлена ліцензії.

### Зупинка діяльностіЖидачівського ЦПК
У вересні 2014 року комбінат зупинив діяльність. Станом на грудень 2014, його працівники на знак протесту понад 2 місяці наприкінці 2014-го перекривали трасу Київ — Чоп, також пікетували Львівську ОДА.

### Австрійські статки
Є власником чотирьох готелів у колись елітному Земмерінгу, австрійському гірськолижному курорті, розташованому за 100 км від Відня. Як пояснив колишній власник готелю «Panhans» Андреас Штюлінґер, готелі було куплено і оформлено на народного депутата Ігоря Палицю (колишній голова правління Укрнафти), Сергія та Андрія Клюєвих та Олексія Азарова (син Миколи Азарова).
2012 — найбільший курорт Земмерінгу «Panhans Grandhotel» (за ціною 5 млн євро), навесні 2013 придбано «ARTIS Hotel». Власником готелю названо «IBS Umwelt- und Verkehrstechnik GmbH», яка 2010 року обговорювала плани з будівництва ГЕС на Тернопільщині. Формальними власниками компанії є австрієць Томас Шелленбахер (75 %) та Ігор Палиця (25 %). Один зі штатних працівників компанії — Віктор Бабущак, колишній радник голови Івано-Франківської облдержадміністрації, колишній член ВО «Батьківщина».
2017-го року готелі зачинені, формально перебуваючи на ремонті. Кілька разів у готелях проводилась планова перевірка, яка щоразу виявляла нелегальних працівників з України, їх було депортовано.
Окрім того, у Земмерінгу Коломойському належать Sporthotel та Ringhotel (зачинений як нерентабельний).

### Буковель
Є власником багатьох закладів найвідомішого українського гірськолижного курорту Буковель, зокрема тут йому через численні підконтрольні компанії та офшори належить елітний готель Radisson Blu Resort.

### Яхти
Має у статках дві яхти загальною вартістю $145 млн, вони здаються в оренду. 90-метрова Lauren L куплена 2016 року за 65 млн євро, 65-метрова яхта Trident, побудована 2009 року, коштує $70 млн.

## Політика
2004—2005 — фінансово підтримав Помаранчеву революцію. За його словами, витратив ~$5 млн, гроші проводилися через підконтрольні йому канали. Під час інтерв'ю Найєму та Лещенкові заявив, що ніколи не підтримував «Партію регіонів» та комуністів, а за своїми поглядами більше соціаліст-демократ. Після революції підтримував Ющенка.
2 березня 2014 р. в.о. президента України Олександр Турчинов призначив Ігоря Коломойського головою Дніпропетровської обласної держадміністрації. За словами Коломойського він сам запропонував призначити себе на цю посаду.
Коломойському належить пропозиція будівництва укріпленої стіни вздовж кордону з Росією на території Донецької, Луганської та Харківської областей, що отримала назву «Лінія Коломойського».
8 червня 2014 року Коломойський запропонував конфісковувати майно та заводи прихильників сепаратизму.
28 серпня 2014 року заступник голови Дніпропетровської ОДА Корбан заявив, що Коломойський візьме під «кураторство» Запорізьку область, а також прилеглі райони Донеччини, оскільки російське вторгнення загрожує їм в першу чергу.
Добровольчі батальйони
14 квітня з ініціативи і фінансової підтримки Коломойського почали формуватися загони добровольців «Дніпро», а згодом допоміг у створенні батальйону «Донбас».

### Боротьба з сепаратизмом
22 лютого 2014 року заявив, що на Дніпропетровщині сепаратизм не пройде. Відкриття Кернесом «Українського фронту» він назвав непорозумінням й закликав політиків тверезо дивитися на ситуацію й формувати свою позицію «враховуючи Конституцію України».
17 квітня 2014 року заступник глави ДОДА Філатов заявив, що Коломойський виплачуватиме за кожного переданого російського диверсанта 10 тис. $. 22 квітня заступник штабу національного захисту Дніпропетровської області Михайло Лисенко повідомив, що Коломойський виплатив 10 тисяч доларів США за затримання 8 російських диверсантів
3 червня 2014 року було оголошено винагороду в розмірі $500 тис. за доставку лідера сепаратистів Олега Царьова правоохоронним органам України.

### Про війну на Сході України
|  | Те, що відбувається в Донбасі — це заколот, інспірований зовнішньою стороною — в даній ситуації Росією — повністю забезпечила важким, легким і іншим озброєнням… Але сьогодні я можу називати його сміливо громадянським конфліктом за однією ознакою — по обидва боки в ньому беруть участь громадяни України |

2 травня 2019 року Коломойський заявив про війну на сході України так: 
|  | Громадянський конфлікт, можна сказати і громадянська війна, але це занадто глобально, а це громадянський конфлікт . |

### Ставлення доПутіна
3 березня 2014 року під час зустрічі з активістами Дніпропетровської області назвав Путіна та Януковича — двома шизофреніками.
|  | Мені не зрозуміло, як українці й росіяни можуть воювати. Враховуючи — я скажу недипломатично — шизофренію другого опонента… У нас був один великий шизофренік (Янукович), а там — шизофренік невеликий на зріст (Путін). Він повністю неадекватний, повністю збожеволів. Його месіанство, відновлення Російської імперії 1913 року або СРСР 1991 року може довести світ до катастрофи . |

### «Братерство» України й Росії
|  | … Росія — це вже не кровний брат, ні. Можливо — далекий родич, який може дозволити собі прийти до тебе в будинок, якщо ти захворів, і почати там господарювати, виселяти тебе. Путін розрізав пуповину, що з'єднувала наші народи. У Києві є Арка Дружби народів, так от Володимир Володимирович прямим попаданням з „сорокап'ятки“ її зруйнував, а тепер намагається георгіївською стрічкою перев'язати, і щось у нього не виходить . |

### Відставка
24 березня 2015 року після конфлікту навколо «Укрнафти» Президент Порошенко задовольнив прохання Коломойського про відставку з посади голови Дніпропетровської ОДА. Радник міністра внутрішніх справ Антон Геращенко коментуючи роботу Коломойського на посаді губернатора заявив, що він та його команда здійснили справжнє диво, не давши проросійським силам розхитати ситуацію в регіоні.
28 березня 2015 року, в Дніпропетровську відбувся великий мітинг-концерт «прощання» з командою Коломойського під назвою «За єдність». Під час мітингу зі сцени виступали Борис Філатов, Антон Геращенко, Юрій Бутусов, Володимир Рубан та Олег Ляшко.
18 грудня 2018 року, НБУ подав позов до Першої інстанції Суду республіки і Кантону Женеви проти Коломойського на 6,64 млрд грн.

### Повернення до України
16 травня 2019 року після двох років поза Україною та перемоги Зеленського на президентських виборах, Коломойський повернувся до України. Тоді ж олігарх заявив, що планує наступні 5 років прожити в Україні.
15 лютого 2022 року олігарх заявив, що симпатизує Зеленському і його в цілому все влаштовує.
21 липня того ж року депутат Батьківщини Сергій Власенко опублікував таємний указ, згідно з яким Зеленський позбавив Коломойського, Корбана та Рабіновича громадянства України, бо вони мають громадянство інших країн.

### Зміна політики щодо Росії
У листопаді 2019 року Коломойський в інтерв'ю NYT розказав, що хоче аби Україна налагодила партнерські відносини з Росією і взяла у неї 100 млрд $. Також Коломойський сказав, що він як і раніше має намір повернути собі право власності на ПриватБанк або отримати компенсацію. Він заявив, що особи, такі, як Порошенко, відповідальні за націоналізацію банку, мають бути покарані, «і для них має бути повернута смертна кара».
14 листопада 2019 року директор зовнішньополітичної служби ЄС Люк Девінь висловив сумнів Європейського союзу щодо доцільності надання фінансової допомоги Україні, зокрема через відсутність законного та справедливого покарання осіб, що причетні до виведення грошей з Приватбанку.

### Справа зазаконом Ріко
2019 року Коломойського і Боголюбова звинуватили в США порушення спеціального федерального закону про організації, що діють під впливом рекету і корупції. Обох звинувачують у відмиванні грошей та придбання на них нерухомості. Вартість придбаної нерухомості в Кентуккі, Огайо та Техасі оцінюють у 60 млн $.

## Санкції США
5 березня 2021 року Держдепартамент США запровадив проти Коломойського санкції через його причетність до корупції. Держсекретар США Ентоні Блінкен повідомив, що обмеження — а це заборона на в'їзд до США — розповсюджуються також на найближчих членів його родини. Дружину Ірину Коломойську, дочку Анжеліку Коломойську та сина Ізраїля Цві Коломойського.
Коментуючи санкції США, в Офісі президента України Володимира Зеленського заявили, що «Україна повинна подолати систему, в якій домінують олігархи». У провладній фракції «Слуга народу» заявили, що США «дали сигнал всім, кому важливі відносини з Вашингтоном, що з Коломойським не бажано мати справу». Ексміністр МЗС Павло Клімкін повідомив, що санкції готувалися ще за попередньої американської адміністрації (Трампа) і «США чекають від президента України запровадження санкцій проти Коломойського» на національному рівні.
При цьому, станом на кінець 2021 року, українська прокуратура не пред'явила Коломойському жодних звинувачень.

## Кримінальне провадження

### Відмивання коштів
У лютому 2023 року у Коломойського провели обшуки. У вересні СБУ, БЕБ та Офіс генпрокурора, вручили Коломойському підозру за статтями 190 та 209 ККУ: шахрайство та відмивання коштів, одержаних злочинним шляхом. Він фігурував у матеріалах слідства як громадянин Ізраїлю та Кіпру. Його було заарештовано з заставою в 500 млн грн і оголошено підозру у відмиванні великої суми коштів шляхом виводу за кордон. 6 вересня Апеляційний суд Києва переніс розгляд апеляції на 25 вересня.
2 вересня 2023 року за матеріалами СБУ та БЕБ України отримав підозру за двома статтями ККУ: ст. 190 (Шахрайство) та ст. 209 (Легалізація майна, одержаного злочинним шляхом). Того ж дня Шевченківський суд Києва обрав запобіжний захід Коломойському та взяв його під варту на два місяці з альтернативою у вигляді застави в понад 509 млн грн.
7 вересня 2023 року САП та НАБУ повідомили Коломойському про підозру в заволодінні 9,2 млрд грн із ПриватБанку як колишнього кінцевого бенефіціара. Зокрема, він залучив 5 працівників банку, включно з головою правління, заступником керівника напрямку — директором департаменту міжбанківського дилінгу банку і заступником голови правління — директором казначейства. Дії усіх викритих осіб кваліфіковано за ознаками злочинів за ст. 191, 209, 366 ККУ, залежно від ролі кожного у злочинній схемі. Слідство встановило, що у січні-березні 2015 року кінцевий бенефіціар банку, на той момент Голова Дніпропетровської ОДА, розробив план заволодіння коштами ПриватБанку з метою фінансування офшорної компанії та збільшення власної частки у статутному капіталі банку.
У вересні 2023 року НАБУ тимчасово арештувало активи Коломойського. З ухвали Київського апеляційного суду від 1 листопада стало відомо, що на початку вересня Шевченківський районний суд міста Києва заарештував частину активів Коломойського, включно з такими:
- 9 % ТОВ «Футбольний клуб Дніпро»;
- 100 % акцій «Полтаваобленерго»;
- 50 % ТОВ «Кінотеатр Валентина»;
- 33,4 % ТОВ «Альфа-Приват, ЛТД»;
- 30 % ТОВ «Пас ЛТД»;
- 20 % ТОВ "Комерційне агентство «Віст ЛДТ»;
- 33,4 % ТОВ «Бета-К, ЛТД»;
- 9 % ТОВ «Протон-21»;
- 25 % ТОВ «Старлайт»;
- 25 % ТОВ «Фарлес»;
- 19,6 % ТОВ «Солм ЛТД»;
- 19,6 % ТОВ «Сентоза ЛТД».

15 вересня 2023 року Коломойському повідомили про нову підозру: в незаконному заволодінні 5,8 млрд грн. Згодом розмір застави було збільшено до 3 млрд грн. 22 вересня в рамках справи було оголошено підозру колишньому керівнику столичної філії ПриватБанку Волкову Сергію Володимировичу. 26 вересня Київський апеляційний суд залишив Коломойського під арештом, а 6 жовтня без змін розмір застави. 24 жовтня та 16 листопада 2023 року (відповідно) суд продовжив арешт Коломойського терміном до 2 грудня 2023 року.
У листопаді 2023 року Коломойський звернувся до генпрокурора Андрія Костіна з відкритим листом, де поскаржився на «упередженість» представників його офісу та затягування розслідування.
28 листопада 2023 року Шевченківський суд Києва подовжив арешт на два місяці з можливістю застави. Він оголосив про плани звернутися до Європейського суду з прав людини щодо цього рішення. 21 грудня Коломойському продовжили тримання під вартою щонайменше до 26 січня 2024 року, заставу зменшили на 300 млн грн — до 2,7 млрд грн.
22 січня 2024 року Шевченківський суд Києва продовжив Коломойському тримання під вартою до 2 березня із заставою в 2,65 млрд грн.
25 січня 2024 року НАБУ оголосило в розшук давнього партнера Коломойського Михайла Кіпермана, голову правління банку «Альянс» Юлію Фролову та ексначальника департаменту адміністратора розрахунків «Укренерго» Дмитра Кондрашова.
22 квітня 2024 року Шевченківський суд Києва залишив Коломойського у СІЗО до 2 червня 2024 року, йому зменшили заставу з 2,4 до 1,96 млрд грн.
9 серпня 2024 року БЕБ України повідомило про зміну підозри Коломойському щодо незаконних дій із банківськими документами під час невнесення Коломойським 5,8 млрд грн до каси банку, а також заволодіння 5,3 млрд грн, які надалі були «легалізовані». Таким чином, Коломойському оголошено про підозру у вчиненні кримінальних правопорушень, передбачених чотирма статтями КК України: ч. 3 ст. 27, ч. 3 ст. 28, ч. 2 ст. 366, ч. 3 ст. 27 ч. 3 ст. 28 ч. 2 ст. 200, ч. 3 ст. 27 ч. 3 ст. 209, ч. 3 ст. 27 ч. 5 ст. 191. В підсумку БЕБ зменшило суму збитків на 1,3 млрд грн.

### Підробка документів
Коломойський підозрюється БЕБ та СБУ у підробці документи, згідно з якими він із березня 2013 по лютий 2014 року вніс на рахунок Приватбанку 5,8 млрд грн. Завдяки фіктивним платежам, він отримав гроші, які йому виплатили в підконтрольному на той час банку.

### Замовне вбивство
8 травня 2024 року Коломойський отримав підозру в організації замовного вбивства. За даними слідства, 2003 року він замовив вбивство адвоката, що відмовився співпрацювати в його незаконній діяльності щодо металургійного заводу, тоді збори акціонерів не завадили цьому. Чотири зловмисники напали з ножем та уламками арматури на жертву в Феодосії вдень на виході з магазину, потерпілого врятували, правоохоронці затримали виконавців замаху. Нападників протягом кількох днів затримали, вони отримали від 6 до 12 років ув'язнення. Дані про замовника злочину тривалий час трималися в таємниці через вплив олігарха на владні структури. Коломойському обрали запобіжний захід у вигляді арешту без застави. 6 травня 2025 року запобіжний захід Коломойському було продовжено, він перебуватиме під вартою до 4 липня 2025 року.

## Цитати
Життя — це великий супермаркет, бери що хочеш, але не забувай, каса попереду, за все доведеться платити

## Нагороди
- 19 серпня 2006 — орден «За заслуги» III ступеня[136];
- 28 березня 2015 — медаль «За жертовність і любов до України» від УПЦ КП[137].